# 유승하
유승하 (1967년 ~ )는 대한민국의 만화가, 일러스트레이터이다.

## 학력
- 서울대학교 서양화과 졸업

## 작화
- 『아기오리 열두 마리는 너무 많아!』
- 『악어가 찾아왔어요』
- 『울퉁불퉁 매끌매끌』
- 『달님과 다람쥐』
- 『엄마 닭은 엄마가 없어요』
- 『개와 고양이』
- 『초록여우』
- 『구렁덩덩 신선비』
- 『얘들아, 역사로 가자』
- 『어린이를 살리는 글쓰기』
- 『먹구렁이 기차』

## 공저
- <십시일反>
- <사이시옷>

## 가족
- 남편 : 최호철 (1965년~ ) - 만화가